# Studierendenrat

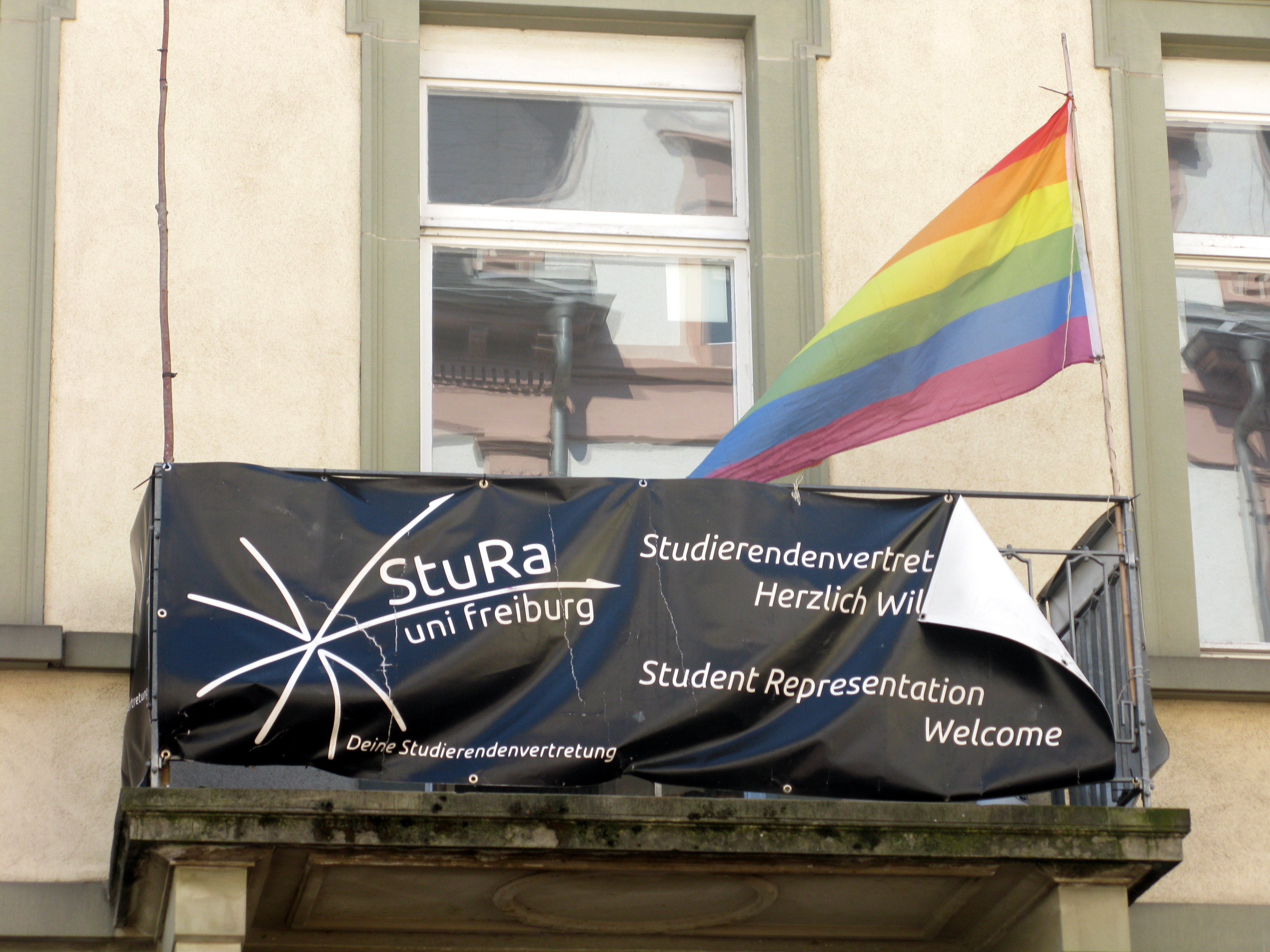
Studierendenrat in Freiburg im Breisgau mit Regenbogenflagge

Der Studierendenrat – auch Studentenrat oder StudentInnenrat; oft abgekürzt StuRa oder auch SR – ist eine Form der Studierendenvertretung an Hochschulen. Die Bezeichnung ist heute vor allem in Ostdeutschland und in der Schweiz verbreitet, kennzeichnet jedoch aufgrund lokal abweichender Wahl- und Repräsentationsmodelle zum Teil verschiedene Gremien. In der Mehrheit der Fälle entspricht er dem andernorts üblichen Studierendenparlament (StuPa) und wählt zum Beispiel den Allgemeinen Studierendenausschuss (AStA); an einigen ostdeutschen Hochschulen ist er beschlussfassendes und ausführendes Organ gleichzeitig.

## Geschichte
Der Begriff Studentenrat – im Unterschied zum älteren Studentenausschuss – taucht erstmals während der Novemberrevolution 1918 in Deutschland auf, als sich in Anlehnung an die revolutionären Arbeiter- und Soldatenräte an mehreren Hochschulen, zum Beispiel in Berlin, Studentenräte bildeten. Diese wurden jedoch alsbald durch gewählte Vertretungen ersetzt, die – spätestens seit dem Würzburger Studententag 1919 – wieder die traditionelle Bezeichnung Allgemeiner Studentenausschuss annahmen.
Nach dem Zweiten Weltkrieg wurde der Begriff Studentenrat vor allem an den Hochschulen der sowjetischen Besatzungszone wieder für einige Jahre gebräuchlich. Allerdings hatte der abweichende Name seinerzeit keinerlei tiefere Bedeutung, da sich die ostdeutschen Studentenräte ebenso wie die westdeutschen Studentenausschüsse aus direkt gewählten Fakultätsvertretern zusammensetzten. Im Zuge der „sozialistischen Umgestaltung“ des ostdeutschen Hochschulwesens wurden die Studentenräte jedoch Anfang der fünfziger Jahre aufgelöst und durch die Hochschulgruppenleitungen der DDR-Staatsjugend Freie Deutsche Jugend ersetzt.
In der Wendezeit (1989/1990) lebte der Begriff dann erneut auf, als die Studierenden vieler ostdeutscher Hochschulen in Urabstimmungen die Abdankung der FDJ-Leitungen erzwangen und an ihrer Stelle wieder Studentenräte als Interessenvertretung wählten. Diese bildeten zeitweilig eine DDR-weite Konferenz der Studentenschaften (KdS), die auch nach dem Beitritt zur Bundesrepublik noch weiterbestand und ihre Arbeit erst 1993 einstellte.

## Studentenräte heute

### Ostdeutschland
Auch heute trägt an vielen ostdeutschen Hochschulen – in Sachsen (§ 25 SächsHSFG) und Sachsen-Anhalt (§ 65 Abs. 2 S. 2 HSG LSA) sogar in den jeweiligen Hochschulgesetzen verankert – das zentrale Organ der Studierendenschaft die Bezeichnung Studenten- oder häufig Studierendenrat. Oft vereint er dort beschlussfassende und ausführende Funktionen auf sich. Manche StuRä bilden, wie ein AStA auch, aus ihrer Mitte Referate für bestimmte Aufgabengebiete sowie einen geschäftsführenden Ausschuss, den SprecherInnenrat.
Im „klassischen“ Modell ist der Studentenrat aus Vertretern der Fachschaftsräte zusammengesetzt; dort gibt es also keine gesonderte (hochschulweite) StuRa-Wahl. In Sachsen ist dieser Aufbau sogar durch Landesgesetz (§ 26 SächsHSFG, vor dem 1. Januar 2009 § 76 SächsHG) vorgesehen. In anderen Bundesländern gibt es aber auch Studentenräte, die analog zu den „westdeutschen“ Studentenparlamenten aus hochschulweiten Wahlen hervorgehen. Allerdings ist an vielen ostdeutschen Hochschulen bis heute das Mehrheitswahlsystem verbreitet, bei dem an Stelle konkurrierender Listen lediglich Einzelkandidaten zur Wahl stehen. Auch existieren häufig Wahlkreise und Mindestquoten für bestimmte Fächer oder Fakultäten.
Aufgrund ihrer Entstehung in Opposition zur „politischen“ FDJ betonten die StuRä besonders in der Anfangszeit ihren Charakter als „rein studentische“ Interessenvertretung. Als solche wollten sie sich vor allem hochschul- und studienbezogen äußern und die Studierenden gegenüber der Hochschule und dem Staat vertreten. Ein in diesem Zusammenhang bedeutsames, konstitutives Element der Studentenräte bildete das imperative Mandat, das aber durch die geltenden Landesgesetze inzwischen nicht mehr zulässig ist. Unter Berufung auf rätedemokratische Vorstellungen wird das StuRa-Modell von seinen Vertretern zum Teil bis heute auch als Alternativentwurf zum parlamentarischen System angesehen.
Vornehmlich westdeutsche Kritiker hielten dem StuRa-System lange Zeit entgegen, dass es politisches Denken und Handeln in effektiven Kategorien behindere und darüber hinaus seine Aufgaben unter einem verengten, interessenvertretungspolitischen oder ständischen Ansatz wahrnehme. Auch wird die fehlende Gewaltenteilung, d. h. die mangelnde Kontrollmöglichkeit durch ein zweites Gremium beklagt. Da jedoch auch die traditionell stärker politisierten Studentenparlamente in Westdeutschland ausweislich der Wahlbeteiligungen seit Jahren unter Akzeptanzproblemen leiden, nehmen neuere Überlegungen innerhalb der Studierendenschaft, zum Beispiel an den Universitäten Mainz und Hannover, Anregungen aus dem StuRa-System auf und entwickeln diese in Richtung eines Zweikammersystems weiter, in dem Fachschaftsinteressen und -kompetenzen stärker zur Geltung kommen sollen.

### Westdeutschland
Vereinzelt gab und gibt es auch an westdeutschen Hochschulen die Bezeichnung Studentenrat. So hieß zum Beispiel das Studentenparlament der Universität Göttingen mindestens bis in die 1960er Jahre hinein Studentenrat. In Bremen wird das beschlussfassende Wahlgremium der Studentenschaft auch heute noch im Hochschulgesetz als Studentenrat bezeichnet (§ 45 BremHG). An der Universität Augsburg gibt es an manchen Fakultäten Studierendenräte anstelle der Fachschafträte. Mit der Wiedereinführung der Verfassten Studierendenschaft in Baden-Württemberg haben sich an einigen dortigen Hochschulen ebenfalls Studierendenräte konstituiert – unter anderem an den Universitäten Freiburg, Heidelberg und Tübingen sowie an der Hochschule Ulm. Diese Studierendenräte unterscheiden sich allerdings voneinander, was das Kräfteverhältnis von Fachschaften und hochschulweit gewählten Listen angeht.

### Schweiz
Auch in der Schweiz gibt bzw. gab es an den Universitäten Basel, Bern, Freiburg, Luzern und Zürich Studierenden- bzw. StudentInnenräte. Diese sind dort in der Regel das gewählte Legislativorgan der jeweiligen Studierendenschaft und insofern grundsätzlich den deutschen Studentenparlamenten vergleichbar. Eine Besonderheit stellte der StuRa der Universität Zürich dar, weil hier seit 1978 keine öffentlich-rechtliche Studierendenschaft mit eigener Beitragshoheit mehr bestand. Zwar war der StuRa weiterhin als offizielle Studierendenvertretung im Universitätsgesetz verankert und entsandte beispielsweise studentische Vertreterinnen und Vertreter  in gesamtuniversitäre Gremien, verfügte jedoch über kein eigenes Budget mehr. 2012 wurde der StuRa durch den im Zürcher Universitätsgesetz verankerten Verband der Studierenden der Universität Zürich (VSUZH) ersetzt.